# 金台夕照駅
金台夕照駅（きんだいせきしょう-えき）は、中華人民共和国北京市朝陽区に位置する、北京地下鉄10号線の駅。

## 歴史
- 2002年 - 駅周辺の京広大厦の地中から燕京八景（中国語版）の一つである金台夕照碑（中国語版）が出土された。この出来事により当駅の駅名の由来となる。
- 2008年7月19日 - 10号線開業。

## 駅構造

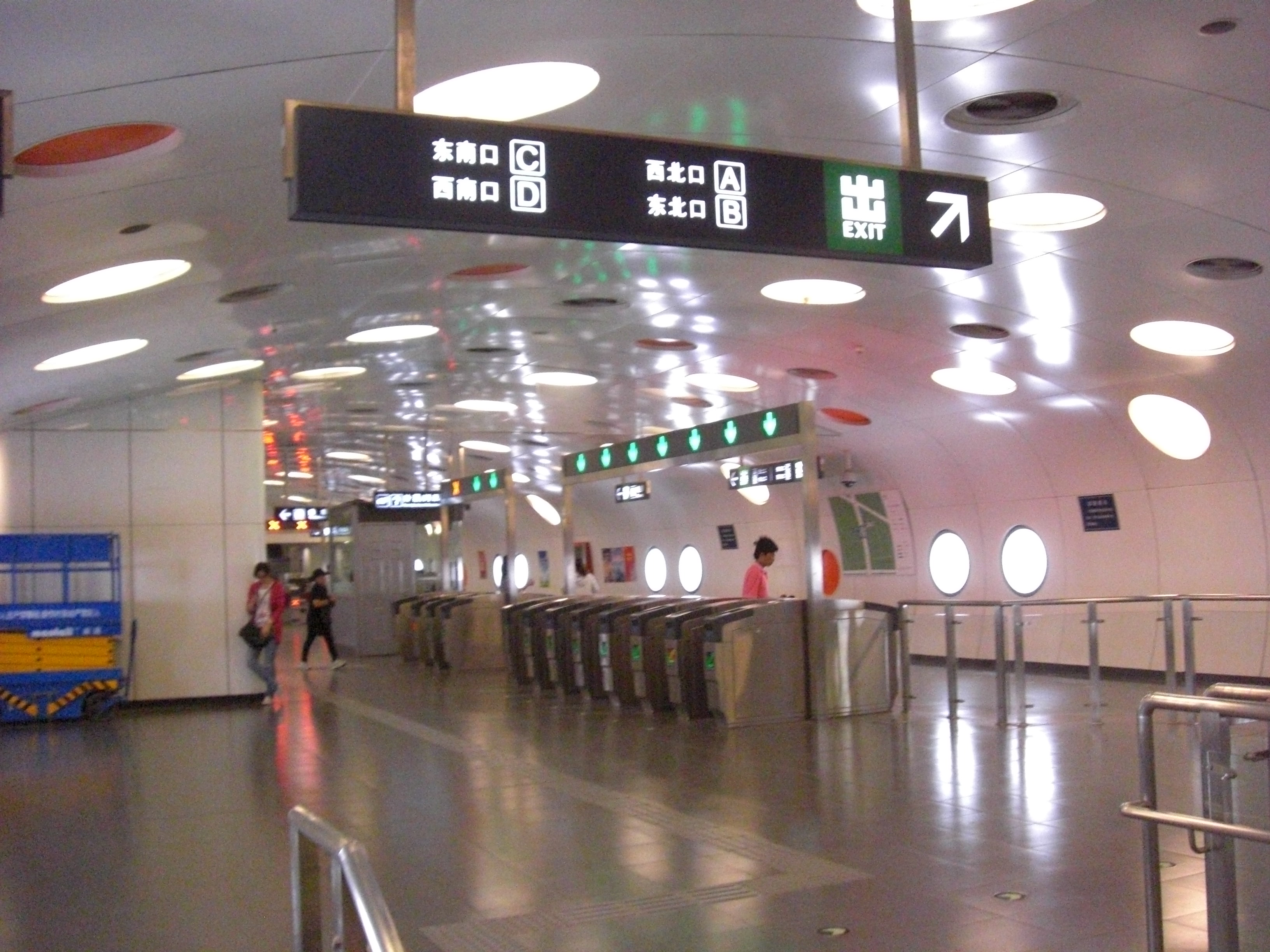
改札口

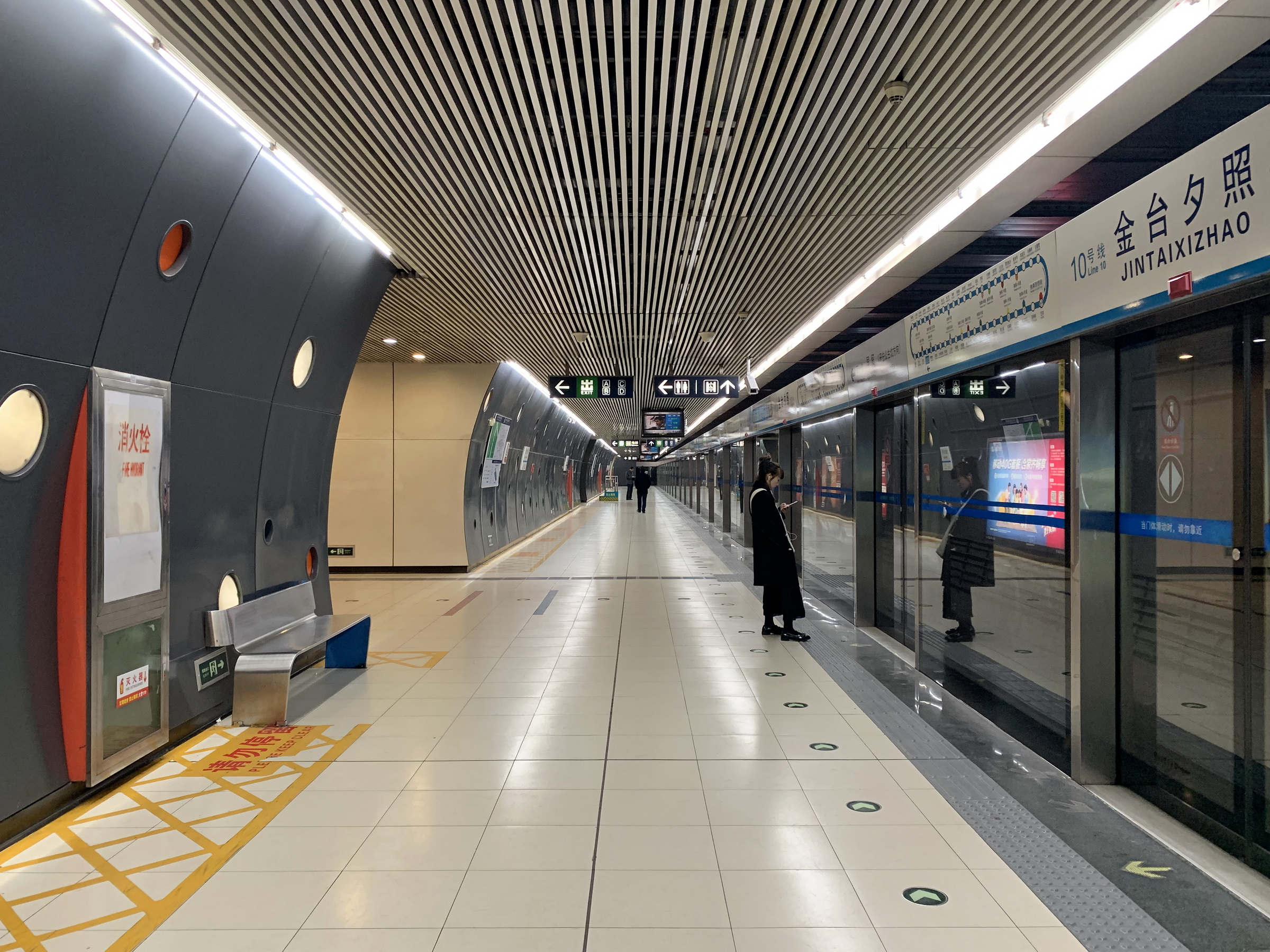
プラットホーム

北京三環路の真下にある、全長169.2mの地下駅。プラットホームは島式1面2線を有しており、フルスクリーンタイプのホームドアが設けられている。ホーム中央に壁になっている箇所が多く、単式ホームを隣り合わせとしたような構造である。出口はA〜Dの4箇所ある。

### のりば
案内上ののりば番号は設定されていない。
| 内回り | 10号線 | 国貿・宋家荘・草橋方面     |
| 外回り | 10号線 | 呼家楼・三元橋・北土城方面 |

## 駅周辺

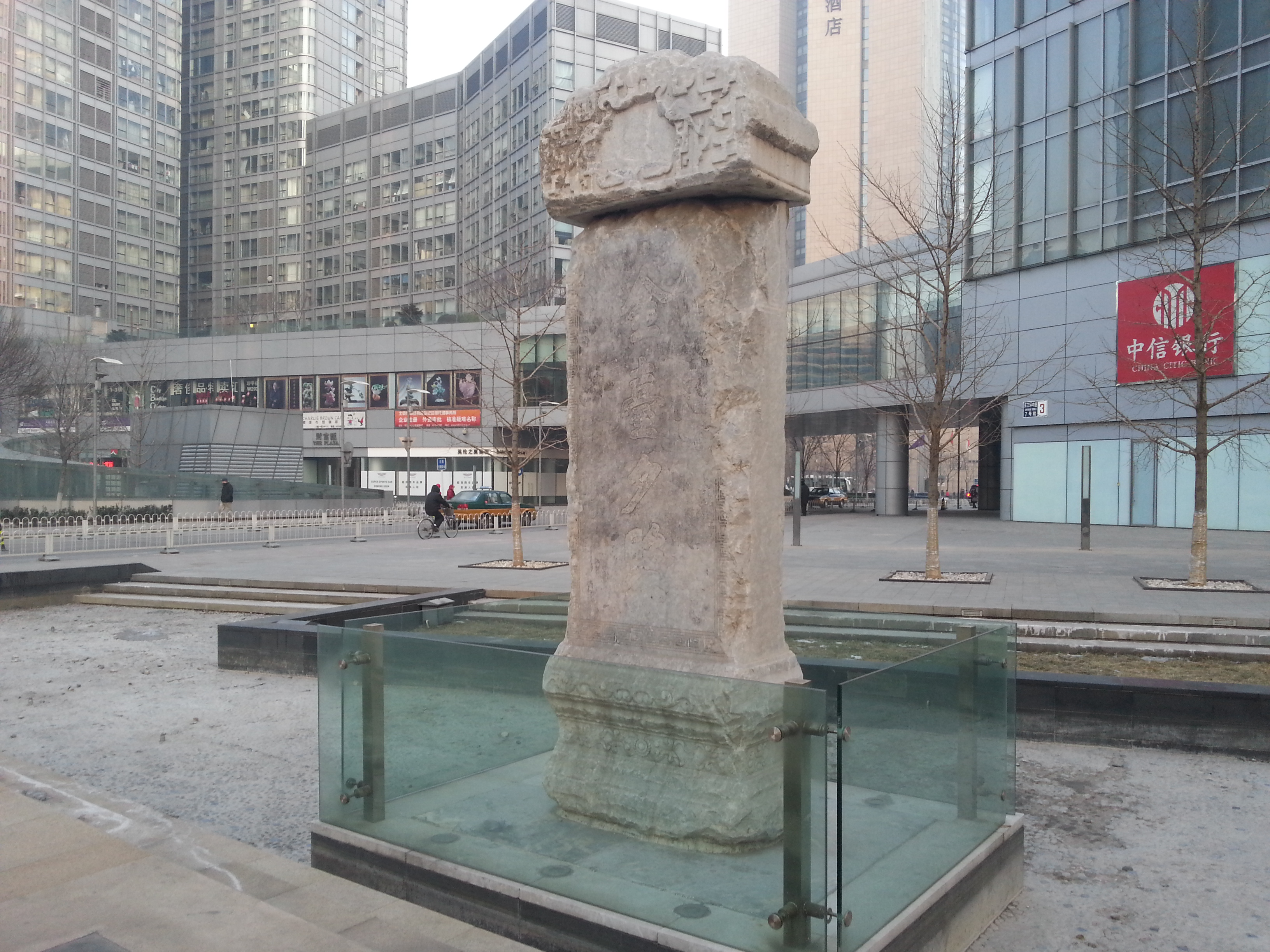
駅周辺に飾られている金台夕照碑

- 金台夕照碑
- 中国中央電視台本部ビル
- 北京財富中心（中国語版）
- 財富購物中心
- CBD歴史文化公園
- 嘉里商場
- 京広大厦
- 数碼01大厦
- 北京市陳経綸中学

## 隣の駅
北京地下鉄
 10号線
呼家楼駅 - 金台夕照駅 - 国貿駅